# Śródmieście (Krosno)
Śródmieście – jednostka pomocnicza gminy (dzielnica) miasta Krosno. 
Dzielnica kojarzona głównie z krośnieńskim rynkiem i jego okolicami. Położona jest w centralnej części miasta. Północną i wschodnią granicę dzielnicy wyznacza rzeka Wisłok, zachodnią Lubatówka, zaś południową – ulice Niepodległości i Powstańców Warszawskich.
W tej dzielnicy zlokalizowane są muzea (Muzeum Podkarpackie, Muzeum Rzemiosła), zabytkowe kościoły (Bazylika Farna, klasztor oo. Franciszkanów, kościół Kapucynów), park jordanowski, oraz obiekty rekreacyjno-sportowe (m.in. stadion Karpat, hala sportowa, stadion lekkoatletyczny, kompleks basenów). To w Śródmieściu leży zabytkowy rynek wraz z kamienicami. W dzielnicy warto odwiedzić Wieżę Farną, Kaplicę Oświęcimów i Centrum Dziedzictwa Szkła, które nawiązuje do tradycji hutnictwa w Krośnie. W tej części miasta znajdują się placówki oświatowe, takie jak Zespół Szkół Ponadgimnazjalnych nr 6 im. Jana Sas-Zubrzyckiego („Budowlanka”), czy Katolickie Liceum Ogólnokształcące im. ks. Bronisława Markiewicza („Katolik”). W rejonie krośnieńskiego Starego Miasta znajdują się budynki Państwowej Akademii Nauk Stosowanych. Przy Placu Konstytucji 3 Maja znajduje się Urząd Miasta oraz Sąd Okręgowy i Rejonowy.
Układ komunikacyjny Śródmieścia tworzą głównie ulice: Legionów, Podwale, Tkacka, Grodzka, Niepodległości, Bursaki i Powstańców Warszawskich. Przez tę dzielnicę przebiega Droga Wojewódzka nr 991.
W 2019 roku liczba mieszkańców dzielnicy wyniosła 2 414.